# Volvo San Marino Open 1991
Volvo San Marino Open 1991 — жіночий тенісний турнір, що проходив на відкритих кортах з ґрунтовим покриттям Centro Sportivo Tennis у Сан-Марино (Сан-Марино). Належав до турнірів 5-ї категорії в рамках Туру WTA 1991. Відбувсь уперше і тривав з 15 до 21 липня 1991 року. Друга сіяна Катя Пікколіні здобула титул в одиночному розряді й заробила 13,5 тис. доларів.

## Фінальна частина

### Одиночний розряд
Катя Пікколіні —  Сільвія Фаріна 6–2, 6–3
- Для Пікколіні це був єдиний титул в одиночному розряді за кар'єру.

### Парний розряд
Керрі-Енн Г'юз /  Акемі Нісія —  Лаура Гарроне /  Мерседес Пас 6–0, 6–3